# نیولند، ووسترشر
نیولند (به انگلیسی: Newland) یک روستا و محله مدنی در بریتانیا است که در Malvern Hills واقع شده‌است. نیولند ۳۱۰ نفر جمعیت دارد.